# Comité de Resistencia Baskir
El Comité de Resistencia Bashkir es una organización nacionalista armada activa en la región de Baskortostán en Rusia. Su principal objetivo es la independencia de Baskortostán. Fue fundado el 21 de septiembre de 2022, y desde entonces se ha dedicado principalmente a ataques incendiarios contra edificios del gobierno ruso y estaciones de policía.

## Historia
El Comité de Resistencia Bashkir habría sido fundado el 21 de septiembre de 2022, y varias comisarías fueron atacadas desde entonces. Tras la movilización parcial de Rusia, el Comité publicó:

El tiempo de demostraciones y marchas de protestas ha terminado. Putin y sus aliados ahora pueden esperar balas y cocteles Molotov.

El 24 de septiembre, el grupo incendió las oficinas de Rusia Unida en Salavat y el 3 de octubre incendiaron la oficina del Partido Comunista ruso de la ciudad. Oficiales rusos sospechan que Ruslán Gabbasov, un prominente líder de emigrados baskires, está detrás de la creación y apoyo del comité. El analista político ruso 

El primer trago entre las repúblicas que empiezan a hablar sobre la independencia.

Desde la movilización parcial, el Comité de Resistencia Baskir ha estado luchando una guerra clandestina contra el gobierno ruso incendiando comisarías, oficinas del Servicio Federal de Seguridad y edificios administrativos.
El grupo mantiene lazos con el Centro Político Nacional Baskir de Gobbasov, el sucesor de Bashkort, un partido político prohibido por la Corte Suprema de la República por ser considerado una organización extremista. El grupo apoya oficialmente una mayor federalización y derechos regionales dentro de Rusia para lograr soberanía, pero tiene una amplia facción que aboga por la independencia total.
En agosto de 2021, Fail Alsynov, el presidente de Bashkort, y Gabbasov organizaron una protesta masiva en el monte Kushtau donde varios cientos de manifestantes se enfrentaron con fuerzas de seguridad locales. Radiy Jabirov, el presidente de la República de Baskortostán, negoció personalmente con los manifestantes para que se dispersen. Tras la protesta Alsynov y Gabbasov dejaron el país hacia Lituania, ya que se les imputaron cargos criminales por crear una organización extremista.
El 10 de octubre de 2022 aparecieron en Telegram fotos de militantes armados baskires vistiendo galones con un hexágono azul y una creciente, similar a la insignia del ejército de Baskortostán durante la guerra civil rusa. Los militantes han declarado que no desean luchar por el Mundo ruso y que los ucranianos no han hecho nada contra los baskires, y han jurado luchar por la liberación de Baskortostán.